# Torre de Aguas

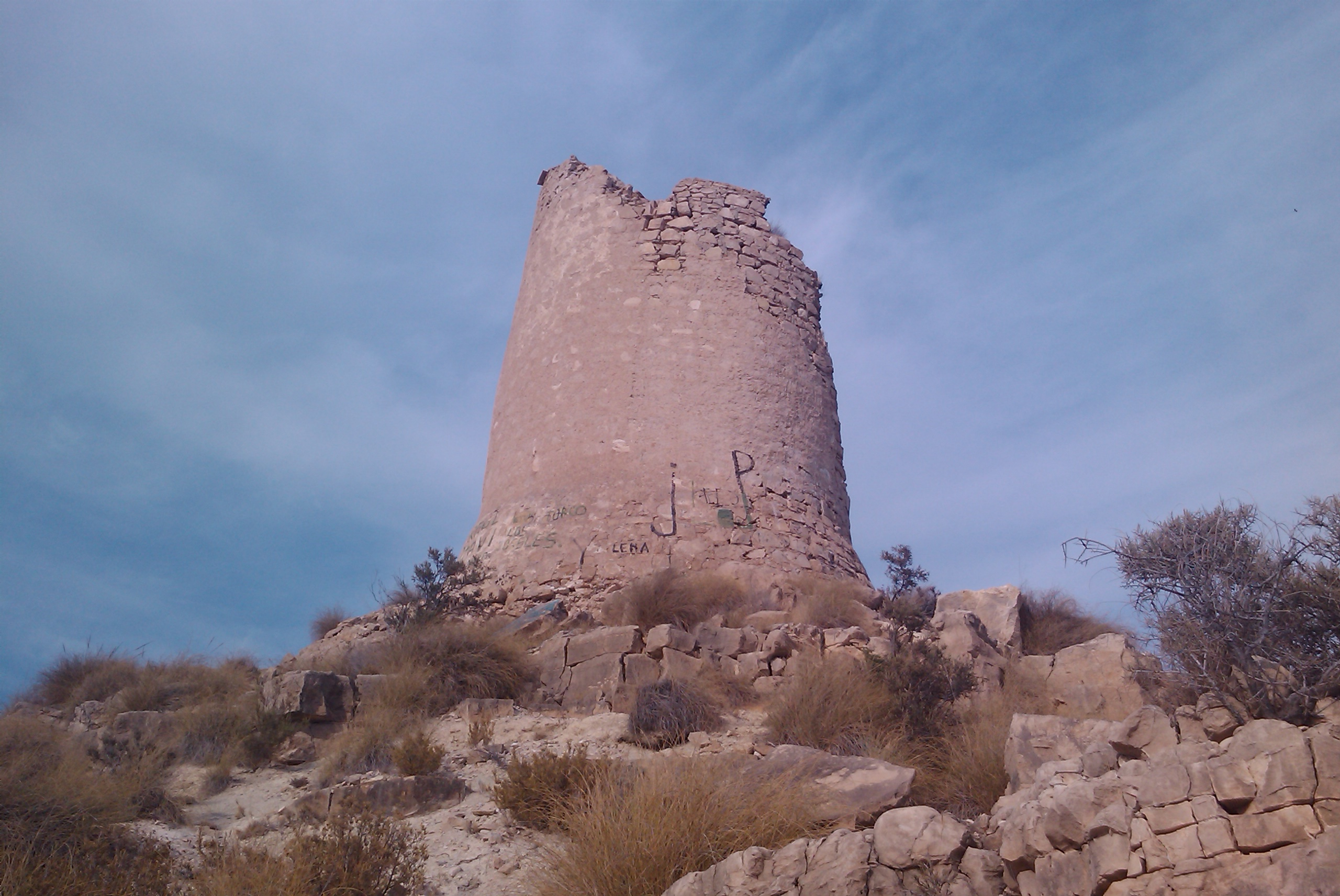
Torre Reixes (Alicante)

La torre de Aguas o de Reixes es una construcción defensiva situada en el municipio de Campello, provincia de Alicante (España).
Fue edificada en el siglo XVI sobre la loma de Rejos (Reixes), desde donde se divisa la costa. Su función era la de vigilancia, dependiendo del Castillo de Santa Bárbara situado en Alicante, formando parte del sistema defensivo ante los ataques de los piratas berberiscos. Forma parte del entramado de torres de vigilancia costeras que se ubican a lo largo de la costa valenciana, murciana y andaluza. 
Su forma es cilíndrica ataluzada en se base, de 8 metros de diámetro y 10 de altura. Se trata de una típica torres de vigilancia costeras que como otras que se encuentran a lo largo de la costa valenciana, murciana y andaluza fue realizada a base de mampostería. 
El 4 de mayo de 2021 se incluyó en la lista roja del patrimonio debido al riesgo de colapso en el que se encuentra, que requiere de intervenciones urgentes para frenar su deterioro y posible derrumbe. Actualmente ha desaparecido su parte superior.